# Urszula Madetko
Urszula Madetko z domu Lubelska (ur. 2 grudnia 1941 w Lauterbach) – radna Miejskiej Rady Narodowej, działaczka partyjna, siódmy i ostatni naczelnik miasta Kłodzka w latach 1985–1990.

## Życiorys
Urszula Madetko urodziła się w 1941 w Lauterbach w Hesji, gdzie przebywali jej rodzice: Walenty i Władysława.
Była wieloletnim członkiem Miejskiej Rady Narodowej w Kłodzku z ramienia Polskiej Zjednoczonej Partii Robotniczej do której wstąpiła w 1969. Pełniła funkcję inspektora Wojewódzkiego Ośrodka Propagandy Partyjnej z ramienia Komitetu Wojewódzkiego PZPR w Wałbrzychu (1975–1976), a następnie do 1982 sekretarza Komitetu Miejskiego PZPR w Kłodzku. W latach 1982–1984 była stypendystka Moskiewskiej Szkoły Partyjnej. Od marca 1985 wchodziła w skład Rady Miejskiej PRON. 19 czerwca 1985 została powołana przez wojewodę wałbrzyskiego na naczelnika miasta Kłodzka, będąc drugą kobietą w dziejach Kłodzka sprawującą funkcję włodarza.
Za jej rządów miało miejsce kilka inwestycji w mieście. Trwała odbudowa zabudowy historycznej ulicy Ząbkowickiej (obecnie Łukasińskiego) oraz od 1988 północnej pierzei rynku. Ukończono także całkowicie budowę rozpoczętego na początku lat 80. XX wieku osiedla Owcza Góra, na którym stanęły domy jednorodzinne.
Poza tym sytuacja w mieście nie uległa poprawie. Z problemami borykało się budownictwo wielorodzinne w rejonie osiedla im. Kruczkowskiego. W sklepach nieustannie brakowało wszelakich towarów, powodując wielogodzinne kolejki i system kartkowy. Miasto znajdowało się w zadłużeniu.
Pod koniec jej rządów pod naciskiem Kłodzkiego Komitetu Obywatelskiego magistrat opracował Raport o stanie miasta, który pokazywał zaniedbania władz z ostatniego półwiecza. Urszula Madetko sprawowała funkcję naczelnika Kłodzka do czerwca 1990, kiedy przekazała władzę nowo wybranej Radzie Miejskiej, która na burmistrza powołała Wojciecha Matuszewskiego.